# Projeto POSTAR
O Projeto POSTAR foi o primeiro experimento espacial criado inteiramente por membros da Boy Scouts of America.
Em 12 de setembro de1992, a missão STS-47 do ônibus espacial Endeavour levou 10 recipientes Getaway Special (GAS), entre eles o G-102 patrocinado pela Divisão de Exploração da Boy Scouts of America em cooperação com o TRW Systems Integration Group. O projeto foi chamado de POSTAR, um acrônimo das palavras "Post" e "Star".